# Rudolph Otto Arend van Holthe tot Echten

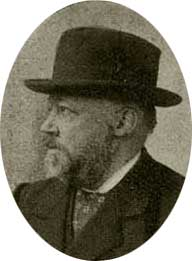
Rudolph Otto Arend van Holthe tot Echten (1849-1908)

Rudolph Otto Arend van Holthe tot Echten (Assen, 22 juni 1849 - Emmen, 9 september 1908) was een Nederlandse jurist.

## Leven en werk
Jhr. mr. Van Holthe tot Echten was een zoon van de president van het gerechtshof te Assen Pieter Adam van Holthe tot Echten en Petronella Maria Nicolette de Court. Hij studeerde rechten en promoveerde in 1874 aan de universiteit van Leiden. In maart 1876 werd hij griffier bij het kantongerecht van Raalte.  In mei 1877 werd hij benoemd tot kantonrechter in Emmen. Naast kantonrechter was hij van 1880 tot 1901 schoolopziener in het arrondissement Emmen. Hij overleed in september 1908 op 59-jarige leeftijd te Emmen.
Van Holthe tot Echten trouwde op 5 juni 1885 te Emmen met Maria Digna Oosting, dochter van de notaris Sjuck Johannes Oosting en Digna Cornelia Hofstede.

## Villa Oosting
Van Holthe tot Echten woonde in Emmen in een villa aan de Hoofdstraat. Dit herenhuis was in 1850 gebouwd door de toenmalige burgemeester van Emmen Lukas Oldenhuis Tonckens. Ook zijn opvolger als burgemeester van Emmen Willem Tijmes gebruikte dit pand aanvankelijk als zijn ambtswoning. Van Holthe tot Echten kocht deze villa direct na zijn komst naar Emmen in 1877 van burgemeester Tijmes. De villa werd in 1939 afgebroken om plaats te maken voor een nieuwe witte villa van de familie Oosting. Later werd dit gebouw gebruikt door de directie van het Noorder Dierenpark en als pannenkoekenrestaurant D' Oude Drommedaar.